# Пол Дирак
Пол Дирак (фр. Paul Adrien Maurice Dirac; Бристол, 8. август 1902 — Талахаси, 20. октобар 1984) био је физичар, добитник Нобелове награде за физику 1933.
Отац му је био Швајцарац, а мајка Енглескиња. Студирао је математику на Кембриџу, где је и предавао до 1969. године, то јест до пензионисања.
Дирак је 1926. године, мало после Нилса Бора и Јордана развио општу теоријску структуру за квантну механику. Године 1928. успео је да створи релативистички облик теорије, односно релативистичку квантну механику, која је описивала својства електрона и исправила неуспех Шредингерове теорије да објасни спин електрона.
Теоријски је закључио да постоје позитивно наелектрисани електрони који су названи позитрони. Њихово постојање је потврдио К. Д. Андерсон 1932. године. Сусрет електрона и позитрона доводи до анихилације (поништења) ове две античестице и ослобађања енергије у облику два фотона (гама зрачења). Такође, по Дираковој теорији и све друге честице имају свој антипар или античестицу. 
1930. године Пол Дирак је објавио Принципе квантне механике (The Principles of Quantum Mechanics), дело које је потврдило његов углед Њутна 20. века.
Пол Дирак је 1933. године добио Нобелову награду за физику коју је делио са Ервином Шредингером „за откриће нових продуктивних форми атомске теорије”.
Преминуо је 1984. године.

## Каријера
Дирак је успоставио најопштију теорију квантне механике и открио релативистичку једначину за електрон, која сада носи његово име. Изванредан појам античестице свакој фермионској честици – нпр. позитрон као античестица према електрону – произилази из његове једначине. Он је био први који је развио квантну теорију поља, која је у основи свих данашњих теоријских радова о субатомским или „елементарним“ честицама, рад који је фундаменталан за наше разумевање сила природе. Он је предложио и истражио концепт магнетног монопола, објекта који још није емпиријски познат, као средство за уношење још веће симетрије у једначине електромагнетизма Џејмса Клерка Максвела.

### Квантна теорија
Дираков први корак у нову квантну теорију направљен је крајем септембра 1925. Ралф Фаулер, његов истраживачки надзорник, добио је копију истраживачке публикације Вернера Хајзенберга у оквиру старе квантне теорије Бора и Сомерфелда. Хајзенберг се у великој мери ослањао на Боров принцип кореспонденције, али је променио једначине тако да су укључивале директно видљиве величине, што је довело до матричне формулације квантне механике. Фаулер је послао Хајзенбергов рад Дираку, који је био на одмору у Бристолу, тражећи од њега да пажљиво погледа овај чланак.
Диракову пажњу привукао је мистериозни математички однос, на први поглед неразумљив, који је Хајзенберг успоставио. Неколико недеља касније, у Кембриџу, Дирак је изненада препознао да овај математички облик има исту структуру као Поасонове заграде које се јављају у класичној динамици кретања честица. У то време, његово сећање на Поасонове заграде је било прилично магловито, али је открио да је Е. Т. Витакерова Аналитичка динамика честица и крутих тела просветљујућа. На бази свог новог схватања, развио је квантну теорију засновану на динамичким варијаблама које нису комутиране. То га је довело до најдубље и најзначајније опште формулације квантне механике до данас. Диракова формулација је омогућила да добије правила квантизације на нов и осветљавајући начин. За ово дело, објављено 1926. године, Дирак је стекао докторско звање на Кембриџу. Ово је формирало основу за Ферми-Диракову статистику која се примењује на системе који се састоје од многих идентичних честица спина 1/2 (тј. које поштују Паулијев принцип искључења), нпр. електрона у чврстим телима и течностима, и што је важно у пољу проводљивости у полупроводницима.
Дирака нису посебно занимала питања интерпретације у квантној теорији. Заправо, у публикацији објављеној у књизи у његову част, он је написао: „Интерпретацијом квантне механике бавили су се многи аутори и ја не желим да о томе овде расправљам. Желим да се бавим фундаменталнијим стварима.”

### Диракова једначина
Године 1928, надовезујући се на 2×2 спин матрице за које је тврдио да их је открио независно од рада Волфганга Паулија на нерелативистичким спин системима (Дирак је рекао Абрахаму Пајсу: „Верујем да сам ове [матрице] добио независно од Паулија и да је Паули вероватно добио ове независно од мене."), предложио је Диракову једначину као релативистичку једначину кретања за таласну функцију електрона. Ово дело је навело Дирака да предвиди постојање позитрона, античестице електрона, што је тумачио у смислу онога што је постало познато као Дираково море. Позитрон је уочио Карл Андерсон 1932. Диракова једначина је такође допринела објашњењу порекла квантног спина као релативистичког феномена.